# Kuta Baro (Kuala)
Kuta Baro is een bestuurslaag in het regentschap Bireuen van de provincie Atjeh, Indonesië. Kuta Baro telt 874 inwoners (volkstelling 2010).